# Canal de Washington

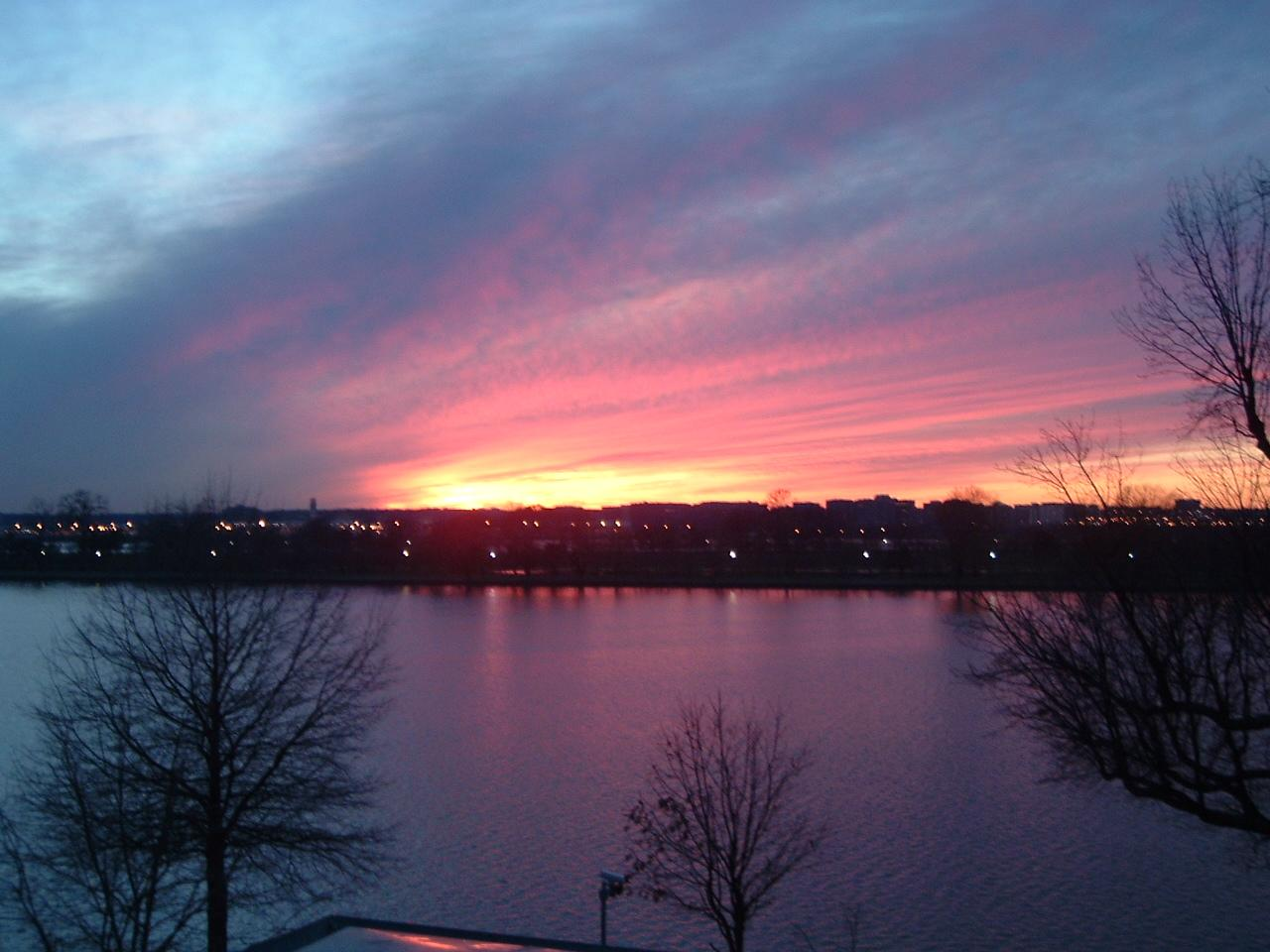
Vista del Washington Channel desde Fort McNair en la orilla este.

El canal de Washington (o en inglés Washington Channel) fluye paralelo al río Potomac en Washington D. C. Mide cerca de 3 millas (5 kilómetros) y se junta con el río Anacostia cerca de Hains Point en su extremo sur para conectar con el río Potomac. El extremo norte toma el flujo de salida de la Cuenca Basin. El canal se encuentra entre el sudoeste de Washington en la orilla este y el parque East Potomac en el lado oeste. La profundidad del canal oscila entre los 20 y 27 pies (entre 6 y 8 metros). La orilla este puede ser tan poco profunda como 2 pies (menos de un metro), mientras la orilla oeste tiene una profundidad de más de 15 pies (4.5 metros) al salir de la orilla.
El canal de Washington alberga la Marina de Washington y el Merca de Pescado de la avenida Maine. la marina James Creek se encuentra en el extremo sur del canal de Washington, donde se junta con el río Anacostia. Muchos restaurantes y hoteles se encuentran en la orilla este del canal, así como el Memorial de las mujeres del Titanic.
- Datos: Q2901340
- Multimedia: Washington Channel / Q2901340